# Instytut Słowacki w Warszawie
Instytut Słowacki w Warszawie (słow. Slovenský inštitút vo Varšave) − instytucja promocji kultury słowackiej w Warszawie.

## Opis
Instytut powstał w październiku 1993 w wyniku podziału Czechosłowackiego Ośrodka Kultury i Informacji w Warszawie (Centrum československé kultury a informací ve Varšavě) na dwie samodzielne instytucje, czeską i słowacką. Od 1995 mieści się nieopodal Rynku Starego Miasta, w kamienicy Czamerowskiej przy ul. Krzywe Koło 12/14a.
W dziedzinie kultury Instytut prezentuje: rodzimą literaturę słowacką i tłumaczenia z języka polskiego, sztuki plastyczne, muzykę, dramat, sztukę filmową, działalność słowackich instytucji kulturalnych, kursy języka słowackiego.  
W dziedzinie rozwoju polityki regionalnej, współpracy transgranicznej, kontaktów organizacji pozarządowych i wszechstronnego propagowania Słowacji Instytut organizuje propagowanie poszczególnych miast i regionów Słowacji, interesujących instytucji, organizacji i przedsiębiorstw; promocji i prezentacji wyrobów firm słowackich; współpracę instytucji w zakresie promocji turystyki i uzdrowisk; spotkań zorganizowanych w ramach Grupy Wyszehradzkiej oraz przedstawicieli euroregionów; współpracy partnerów po obu stronach granicy; przedsięwzięć na wspólnej platformie, spotkań z ważnymi postaciami Słowacji; propagowania sztuk plastycznych i muzyki; współpracy z partnerskimi instytucjami innych państw, które mają siedzibę w Polsce.

## Dyrektorzy
- Cecília Kandráčová (2004-2008)
- Helena Jacošová (2008 - 2013)
- Milan Novotný (2013-2018)
- Adrián Kromka (2018 - 2022)
- Milan Novotný (2022- obecnie)